# Kore Phrasikleia

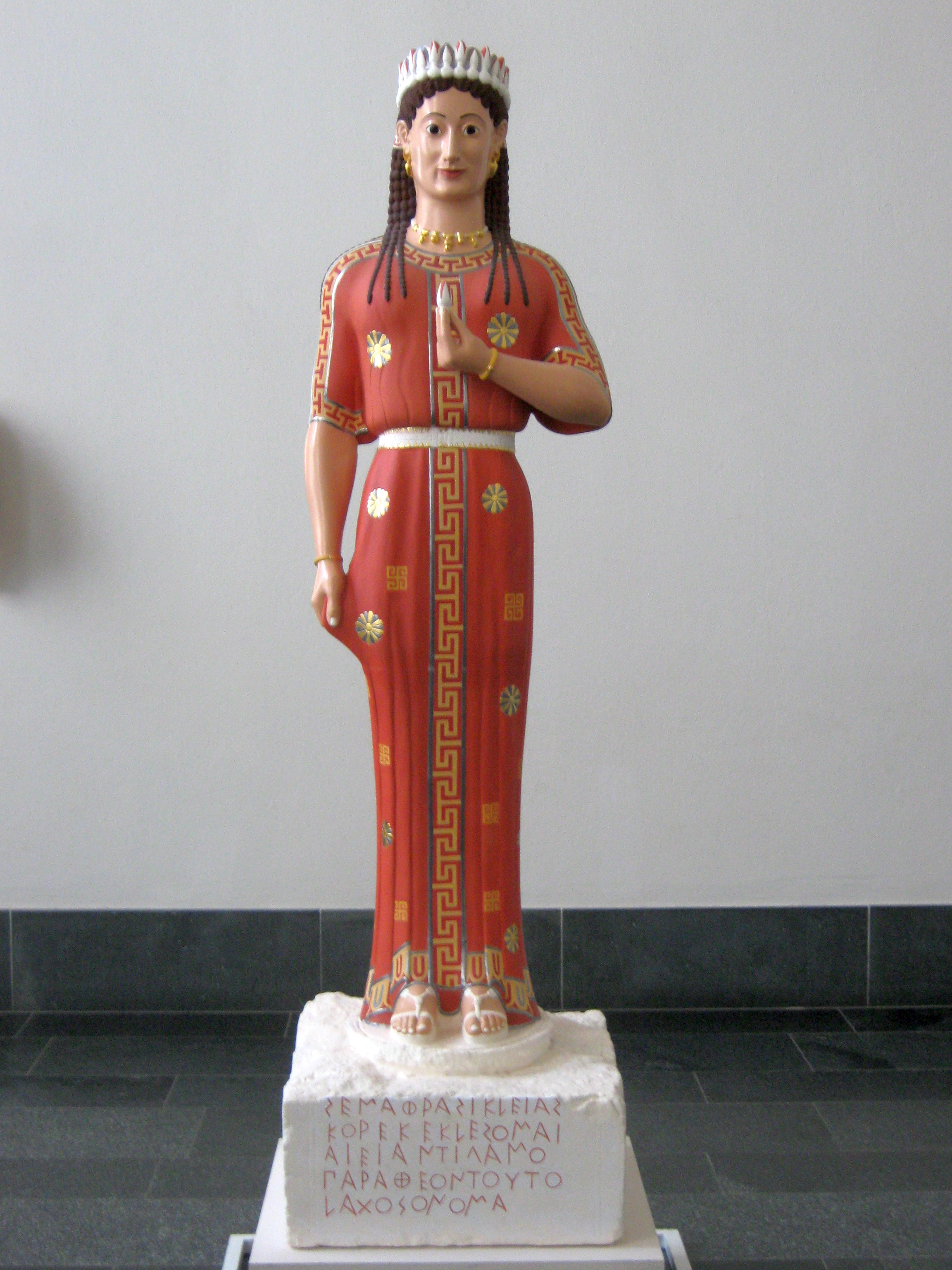
Ricostruzione della cromia originaria

La Kore Phrasikleia è una statua arcaica dell'artista Aristion di Paros creata tra il 550 e il 540 a.C. circa. Si trovava su una tomba presso l'antica città di Myrrhinous in Attica, sotterrata in conformità al "seppellimento rituale di oggetti votivi, carichi di valenze religiose e quindi degni di essere sottratti al deterioramento". A causa del suo stato di conservazione eccezionale, è una delle più importanti opere d'arte arcaiche.

## Storia
Michel Fourmont, che visitò la Grecia nel periodo 1729–1730, descrisse un blocco di marmo con un'epigrafe, che si trovava nella chiesa di Panagia (Ognissanti) di Merenda. La scritta era stata resa illeggibile prima di essere usata nella chiesa, ma Fourmont poté ricostruirla.
κόρε κεκλέσομαι

αἰεί ἀντὶ γάμο

παρὰ θεον τοῦτο

λαχοσ᾿ ὄνομα»
Kore (ragazza) devo esser chiamata

sempre. Invece del matrimonio,

dagli Dei questo

nome diventò il mio destino.»
(Iscrizione frontale)
(Iscrizione sul lato sinistro)

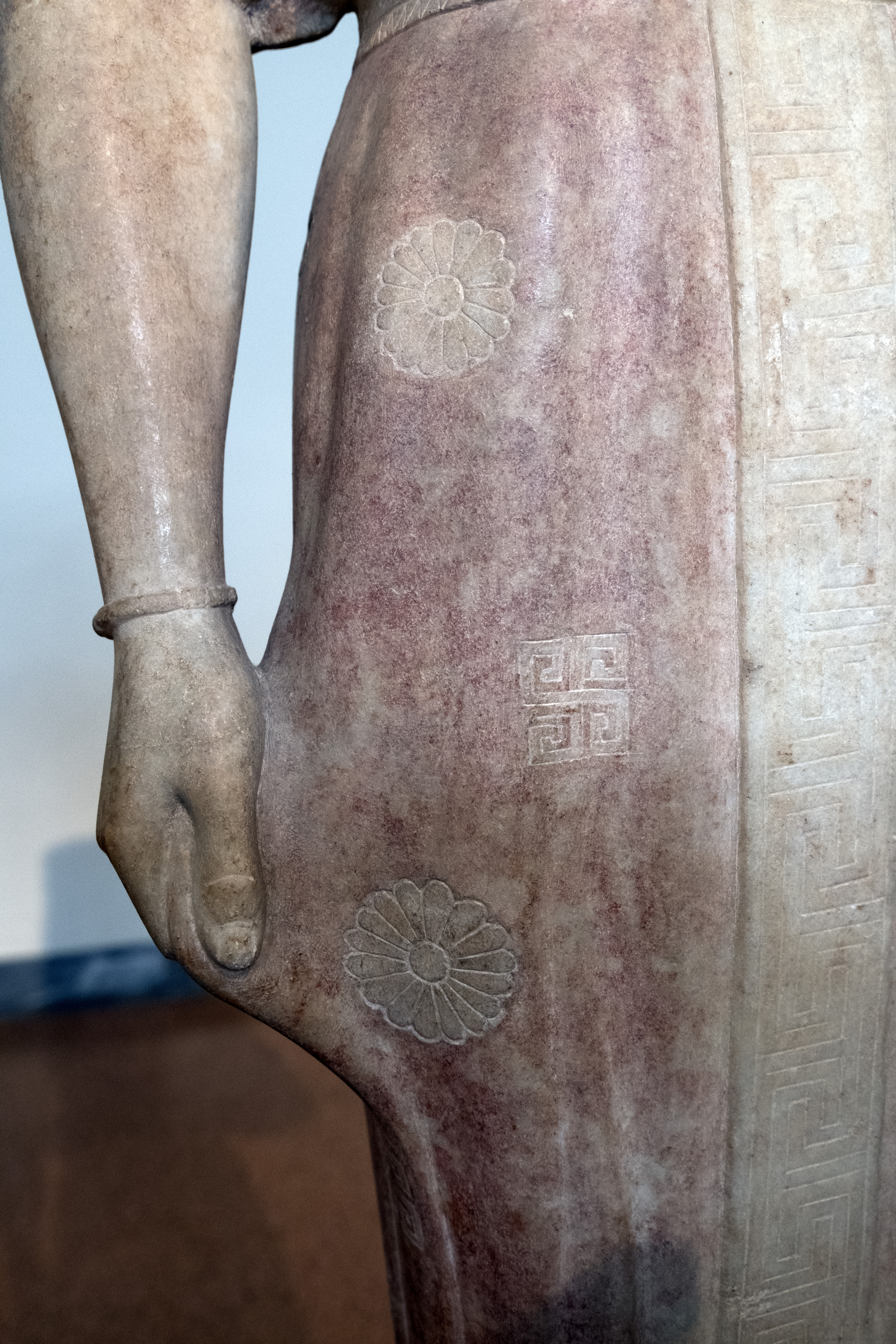
I simboli sulla statua

Nel 1968, il blocco viene rimosso e collocato nel Museo epigrafico di Atene. Quattro anni dopo, l'archeologo E. Mastrokostas scoprì nelle tombe a Myrrhinous due statue in marmo, un kouros e una kore, che ovviamente appartenevano alla stessa installazione. Hanno immediatamente ricordato la base con l'iscrizione che si trovava solo a 200 metri, nella chiesa. Nella parte inferiore delle statue furono trovati pezzi di piombo, che una volta le avevano collegate alla loro base. Basandosi su questa massa di piombo, che si adatta esattamente al blocco di marmo con l'iscrizione, fu chiaramente dimostrata la pertinenza. La statua si trova nel Museo archeologico nazionale di Atene ed è esposta nella Sala 11, col numero di catalogo 4889.

## Descrizione e stile
La statua di marmo pario, ha un'altezza di 211 cm e sorge su un piedistallo alto 26 centimetri. Come suggerisce l'iscrizione, raffigura una giovane donna che morì nubile e quindi dovrebbe essere conosciuta per sempre come una ragazza. È in posizione eretta e indossa un lungo chitone, decorato con fiori e meandri. Attorno alla vita indossa una cintura. La parte anteriore dei piedi e sandali sono visibili. Il braccio destro ricade in basso e tiene saldamente con la mano il chitone. Il braccio sinistro è piegato davanti al corpo e in mano tiene un fior di loto ancora chiuso. Sulla testa indossa una ghirlanda di fiori, intorno al collo una collana e un braccialetto su ogni braccio.
È possibile vedere resti della cromia originaria. In occasione della mostra Bunte Götter (Dei colorati), che era prodotta dalla Gliptoteca di Monaco di Baviera nel 2003 e che da allora ha visitato vari musei d'Europa e d'America, è stata presentata una ricostruzione dei colori della Kore.